# 李惟忠
李惟忠（1220年—1278年），党项人，西夏宗室，元朝大臣。夏神宗之孙，太子李德任之子。
宝义元年（1226年），蒙古帝国大军攻下灵州，李德任被擒，不屈而死。李惟忠当时七岁，求跟随父亲一起赴死，蒙古人把他送给宗王合撒儿，他在合撒儿的兀鲁思长大。后来跟随移相哥经略中原，有功，担任淄川王分地达鲁花赤。佩戴金符，赠金吾卫上将军、签书枢密院事。死后，追封滕国公，谥号忠肃。